# Municipio de McAllaster
El municipio de McAllaster (en inglés: McAllaster Township) es un municipio ubicado en el condado de Logan en el estado estadounidense de Kansas. En el año 2010 tenía una población de 25 habitantes y una densidad poblacional de 0,09 personas por km².

## Geografía
El municipio de McAllaster se encuentra ubicado en las coordenadas 39°2′45″N 101°24′14″O / 39.04583, -101.40389. Según la Oficina del Censo de los Estados Unidos, el municipio tiene una superficie total de 275.63 km², de la cual 275,61 km² corresponden a tierra firme y (0,01 %) 0,02 km² es agua.

## Demografía
Según el censo de 2010, había 25 personas residiendo en el municipio de McAllaster. La densidad de población era de 0,09 hab./km². De los 25 habitantes, el municipio de McAllaster estaba compuesto por el 88 % blancos, el 4 % eran afroamericanos y el 8 % eran de una mezcla de razas. Del total de la población el 0 % eran hispanos o latinos de cualquier raza.